# Горохов (город)
Горо́хов (укр. Горохів) — город в Луцком районе Волынской области Украины. Административный центр Гороховской городской общины.

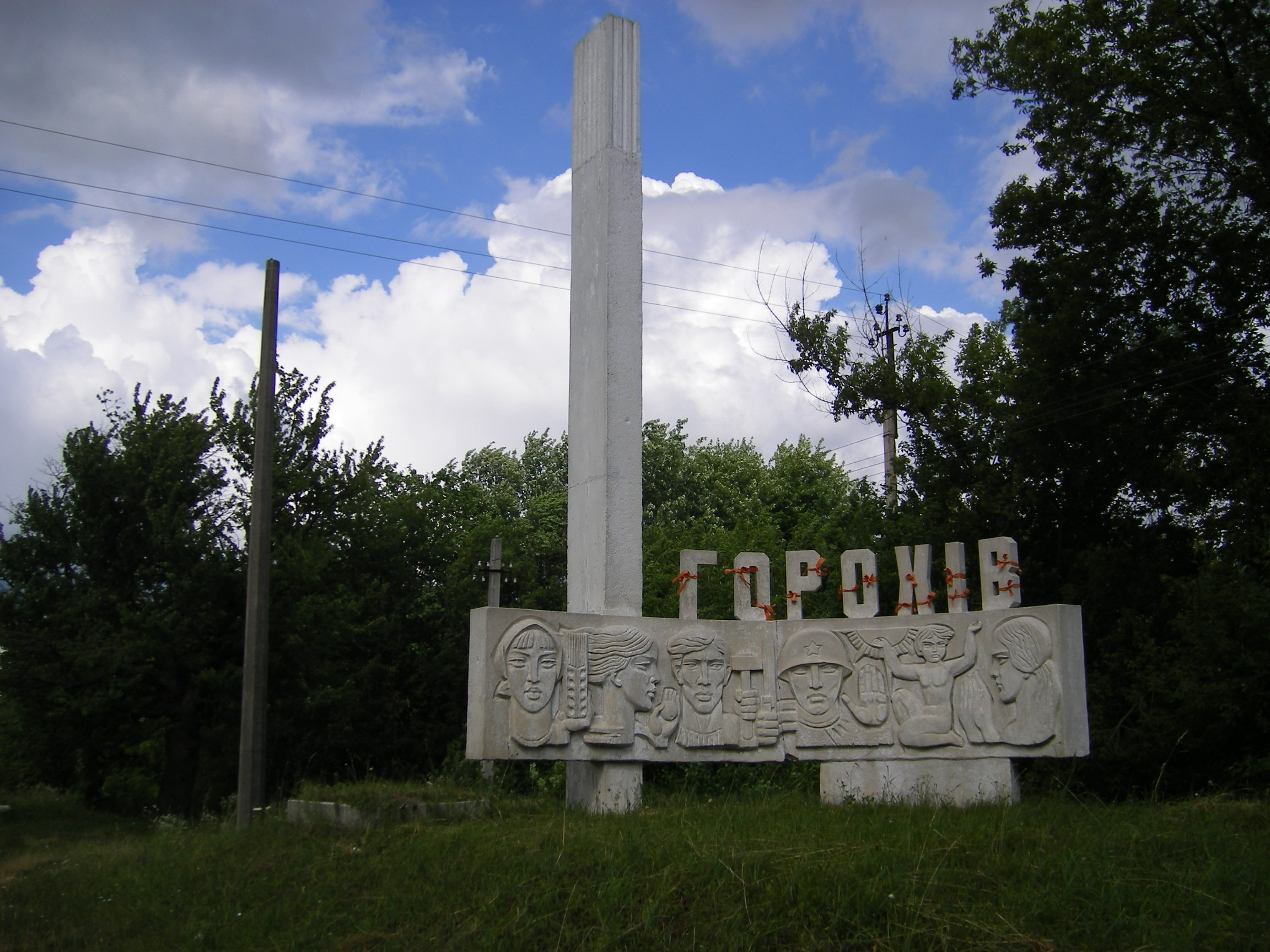
Горохов

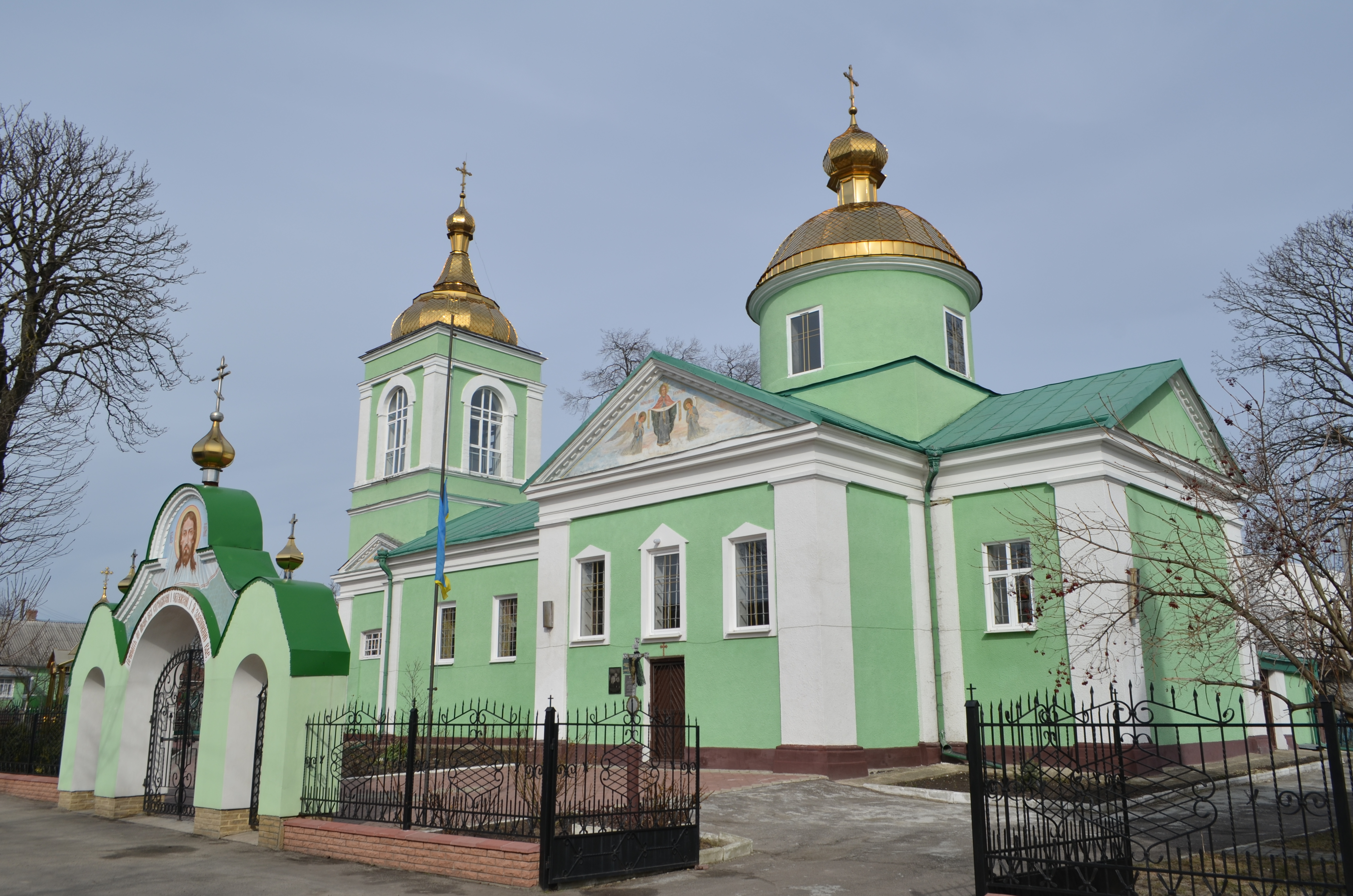
Церковь Вознесения Господня

## Географическое положение
Находится на реке Липа.

## История
Горохов был основан в 1240 году. Первое письменное упоминание о нём находится в Ипатьевской летописи и относится к 1240 году.
Входил в состав Галицко-Волынского княжества, во второй половине XIV века был захвачен войсками Великого княжества Литовского.
В первой половине XV века Горохов принадлежал великому князю литовскому Свидригайло, в 1450 грамотой короля Казимира IV Ягеллончика Горохов с окружающими сёлами за заслуги был отдан в собственность Олизару Шиловичу. В 1487 году жена Олизара отписала Горохов своим родственникам. Затем городок перешел в собственность князей Сангушевичей.
После Люблинской унии 1569 года Горохов вошёл в состав Речи Посполитой.
26 июля 1600 Григорием Львовичем Сангушко-Кошерским городу было предоставлено Магдебургское право. Эта грамота 10 марта 1601 была утверждена польским королём Сигизмундом ІІІ.
Долгое время Горохов являлся важным пунктом ярмарочной торговли. Изделия гороховских скорняков, сапожников и портных пользовались большим спросом далеко за пределами Волыни.
В 1650 г. вместе с четырьмя окрестными сёлами принадлежал семье Варжиских, в конце XVIII века — семейству Понятовских. В 1795 году перешел в руки магнатов Стройновских.
После третьего раздела Речи Посполитой в 1795 году Горохов вошёл в состав Владимир-Волынского уезда Волынской губернии Российской империи. В 1893 году здесь насчитывалось 2879 жителей, действовали кирпичный завод, пивоваренный завод, 47 торговых лавок, школа, богадельня, православная церковь, католический костел и 6 еврейских молитвенных домов.
Во время первой мировой войны в 1916—1917 гг. через Горохов проходил австро-русский фронт, город и его окрестности были ареной яростных сражений.
В июле 1919 года Горохов был захвачен польскими войсками и до 1939 года находился в составе Волынского воеводства Польши.
30 сентября 1939 года Горохов был занят Красной армией, вошёл в состав СССР и получил статус города. В дальнейшем, здесь было организовано производство сельхозмашин и построен кожевенный завод.
Также, в 1939 году здесь началось издание районной газеты.
Во время Великой Отечественной войны 26 июня 1941 город был оккупирован немецкими войсками. 12 августа 1941 в Горохове было убито до 300 евреев. В октябре 1941 года немцы создали в городе гетто для еврейского населения. 8 сентября 1942 года гетто было «ликвидировано» — около 3 тысяч человек были расстреляны и захоронены в братской могиле, вырытой накануне примерно в 1 км к югу от города.
В ночь с 27 на 28 марта город был атакован отрядом УПА под командованием Алексея Брыся, вследствие чего, местный гарнизон украинской вспомогательной полиции дезертировал и присоединился к повстанцам. Ещё одна подобная атака была предпринята повстанцами 22 апреля.
Во время Волынской резни в Горохове находилось около 1200 польских беженцев из близлежащих деревень. Воспользовавшись этим, немцы создали в городе подразделение шушманшафта из 150 человек, состоящее из поляков, которые сражались с Украинской Повстанческой армией и защищали город от нападений бандеровцев. В августе 1943 УПА снова атаковала город. После полуторачасового боя с польскими полацаями националисты вынуждены были отступить.
18 июля 1944 года Горохов был освобождён от немецких войск частями 13-й армии.
В 1950 году здесь действовали два кирпичных завода, средняя школа, Дом культуры и библиотека.
В 1972 году здесь действовали литейно-механический завод, производство стройматериалов, пищекомбинат, сельскохозяйственный техникум и музей революционной, боевой и трудовой славы.
В 1980 году здесь действовали литейно-механический завод, два кирпичных завода, завод первичного виноделия, хлебокомбинат, лесничество, межколхозная строительная организация, райсельхозтехника, комбинат бытового обслуживания, совхоз-техникум, две общеобразовательные школы, музыкальная школа, лечебный комплекс и два иных лечебных учреждения, Дом культуры, кинотеатр, две библиотеки и мемориальный комплекс с музеем Славы.
В январе 1989 года численность населения составляла 9329 человек, крупнейшими предприятиями города в это время являлись литейно-механический завод и сахарный комбинат.
В мае 1995 года Кабинет министров Украины утвердил решение о приватизации находившихся в городе АТП-10764 и литейно-механического завода, в июле 1995 года было утверждено решение о приватизации хлебокомбината.
В ходе административно-территориальной реформы в Украине, в 2020 году Гороховский район был упразднён, а город стал административным центром Гороховской городской общины Луцкого района.

## Население
На 1 января 2013 года численность населения составляла 9093 человека.

### Языковой состав
Родной язык населения по данным переписи 2001 года:
| Язык       | Численность, чел. | Доля     |
| ---------- | ----------------- | -------- |
| Украинский | 8 722             | 98,59 %  |
| Русский    | 110               | 1,24 %   |
| Другие     | 15                | 0,17 %   |
| Итого      | 8 847             | 100,00 % |

## Транспорт
Железнодорожная станция Горохов на линии Львов — Луцк Львовской железной дороги.

## Примечания

Довоенный герб Горохова